# Mabel Wisse Smit
Mabel Martine Wisse Smit (sinh ngày 11 tháng 08 năm 1968, Pijnacker, Hà Lan) là một nhà kinh tế và nhà khoa học chính trị người Hà Lan. Bà cũng là góa phụ của Vương tử Friso, con trai thứ hai của Beatrix của Hà Lan và Klaus xứ Amsberg). Là với địa vị là con dâu Vương thất, bà được phong tước hiệu Vương tức Mabel xứ Oranje-Nassau (prinses Mabel van Oranje-Nassau). Trong sinh hoạt thường ngày, bà thường sử dụng tên gọi Mabel van Oranje.

## Sinh thời
Cô được sinh ra bởi Mabel Martine Los (Voorschoten, ngày 27 tháng 04 năm 1944 - Loosdrecht, 18 tháng 02 năm 1978) và mẹ cô là Florence Malde Gijsberdina "Flos" Kooman (sinh năm 1944), con gái của Anthonie Kooman (Maastricht, 15 Tháng 6 năm 1915 - 's-Hertogenbosch, ngày 08 Tháng Mười Một 1979) và vợ Antoinette Petronella van Woerkom. Sau khi cha cô qua đời, cô mới được 9 tuổi, mẹ cô kết hôn với Peter Wisse Smit. Công nương Mabel có hai chị em gái, Nicoline Los, Nicoline Wisse Smit (sinh 1970) và Eveline Wisse Smit (sinh 1982). [1] Cô lớn lên tại Het Gooi ở trung tâm Hà Lan.
Cô theo học kinh tế và khoa học chính trị tại Đại học Amsterdam, tốt nghiệp summa cum laude trong năm 1993. Trong thời gian học của mình, cô cũng đã hoàn thành thực tập tại Liên Hợp Quốc, Shell, ABN AMRO và Bộ Ngoại giao. Ngoài tiếng Hà Lan, cô nói thông thạo tiếng Anh, tiếng Tây Ban Nha và tiếng Pháp cô cũng có thể nói tiếng Slav trong thời gian cô làm việc tại vùng Balkan.
Trong suốt những năm đại học của mình, cô bày tỏ quan tâm đặc biệt trong các tình huống nhân quyền trên toàn thế giới, đặc biệt tại Balkan và quan hệ quốc tế. Năm 1995, cô đã có mặt tại các hội nghị hòa bình ở Dayton, Ohio.

## Liên kết
- Royal House of the Netherlands Lưu trữ ngày 2 tháng 2 năm 2010 tại Wayback Machine
- The Elders' Official Website
- Mabel van Oranje video talk on how to achieve change at TEDxAmsterdam, ngày 20 tháng 11 năm 2009